# Relais 4 × 100 mètres féminin aux championnats du monde d'athlétisme 1993
Navigation
Tokyo 1991 Göteborg 1995
L'épreuve du relais 4 × 100 mètres féminin des championnats du monde d'athlétisme 1993 s'est déroulée les 21 et 22 août 1993 au  Gottlieb Daimler Stadion de Stuttgart, en Allemagne.  Elle est remportée par l'équipe de Russie (Olga Bogoslovskaya, Galina Malchugina, Natalya Voronova et Irina Privalova).

## Résultats

### Finale
| Rang               | Pays        | Athlètes                                                                                    | Temps   | Notes |
| ------------------ | ----------- | ------------------------------------------------------------------------------------------- | ------- | ----- |
| Médaille d'or      | Russie      | Olga Bogoslovskaya Galina Malchugina Natalya Voronova Irina Privalova                       | 41 s 49 | CR    |
| Médaille d'argent  | États-Unis  | Michelle Finn Gwen Torrence Wendy Vereen Gail Devers                                        | 41 s 49 | CR    |
| Médaille de bronze | Jamaïque    | Michelle Freeman Juliet Campbell Nikole Mitchell Merlene Ottey                              | 41 s 94 |       |
| 4                  | France      | Patricia Girard Odiah Sidibé Valérie Jean-Charles Marie-José Pérec                          | 42 s 67 |       |
| 5                  | Allemagne   | Andrea Philipp Bettina Zipp Silke Knoll Melanie Paschke                                     | 42 s 79 |       |
| 6                  | Cuba        | Miriam Ferrer Aliuska López Julia Duporty Liliana Allen                                     | 42 s 89 |       |
| 7                  | Finlande    | Anu Pirttimaa Sisko Markkanen-Hanhijoki Sanna Hernesniemi-Kyllönen Marja Tennivaara-Salmela | 43 s 37 |       |
| 8                  | Royaume-Uni | Marcia Richardson Beverly Kinch Simmone Jacobs Paula Dunn-Thomas                            | 43 s 86 |       |

## Légende
Records et Performances
- AR : Record continental (area record)
- CR : Record des championnats (championship record)
- MR : Record du meeting (meet record)
- NR : Record national (national record)
- OR : Record olympique (olympic record)
- PR : Record paralympique (paralympic record)
- PB : Record personnel (personal best)
- SB : Meilleure performance personnelle de la saison (season's best)
- WL : Meilleure performance mondiale de l'année (world leader)
- WJR : Record du monde junior (world junior record)
- WR : Record du monde (world record)

Circonstances et Conditions
- DNF : N'a pas terminé (did not finish)
- DNS : N'a pas pris le départ (did not start)
- DQ : Disqualification (disqualification)
- NM : Aucun essai valable enregistré (No Mark)
- Q : Qualifié « directement » au prochain tour (ou à la prochaine compétition), lors d'une compétition majeure, grâce au classement ou à la réalisation des minima (automatic qualifier)
- q : Qualifié au prochain tour (ou à la prochaine compétition), lors d'une compétition majeure, grâce au repêchage ou à la réalisation de l'une des meilleures performances parmi celles des « non qualifiés directement » (grâce au meilleur temps ou à la meilleure distance par exemple) (secondary qualifier)